# Europe Elects
Europe Elects — агрегатор опросов и аналитический центр, который собирает и публикует данные, связанные с выборами, такие как опросы общественного мнения в европейских странах.

## История
Europe Elects была основана в 2014 году как аккаунт в Твиттере. Проект быстро приобрел известность, поскольку это был первый аккаунт, который собрал в одном месте данные европейских опросов и выборов. В 2017 году основатель Тобиас Герхард Шминке нанял команду, которая помогала вести учётную запись в социальных сетях. Оттуда деятельность расширилась на другие платформы социальных сетей и была официально оформлена в виде стартапа. Europe Elects заявляет на своем веб-сайте, что 100 % полученного дохода реинвестируется в проект.
Команда Europe Elects состоит из 36 человек со всего мира.

## Формат
Организация публикует опросы, проводимые опросными компаниями во всех европейских странах и её подразделениях, чтобы показать уровень поддержки национальных партий, а также Европейского Союза в каждой стране. В публикациях регулярно указывается на принадлежность национальных партий к их соответствующим группам в Европейском парламенте, что с течением времени было принято другими средствами массовой информации.
Кроме того, предоставляется обзор позиций отдельных партий и кандидатов.
Europe Elects регулярно публикует на основе собранных данных европейский прогноз для Европейского парламента и показывает результаты, как если бы в тот день были выборы. На выборах в Европейский парламент в 2019 году у Europe Elects был наиболее точный прогноз для Европейского парламента.
В 2019 году платформа запустила подкаст Europe Elects, который выходит раз в две недели. В каждом выпуске команда контекстуализирует последние данные опросов в Европе и берёт интервью у экспертов, чтобы поговорить о данных опросов, выборах и демократии в Европе. В прошлом в подкасте принимали участие аналитики, проводившие опросы общественного мнения.

## Распространение и восприятие
Результаты, опубликованные организацией, часто цитируются на Euronews, и она считается основным источником информации о Европейском парламенте. Europe Elects часто цитируется как в европейских, так и в мировых публикациях, в частности представлена в Центре исследований европейской политики и является постоянным источником журналистских материалов о европейской политике.
Платформа имеет 130 000 подписчиков в социальных сетях и расширяется на другие континенты.